# Филип I Македонски
Филип I Македонски је био краљ античке Македоније од 640. п. н. е. до 602. п. н. е. Био је члан династије Аргеад и син Аргеја I. Допуштајући тридесет година за распон просјечне генерације од почетка Архелајеве владавине 413. пре Христа, британски историчар Николас Хамонд процијенио је да је Филип владао око 593. п. н. е.
Као краљ, Филип је био и мудар и храбар. Одупирао се узастопним инвазијама Илира, али је на крају погинуо у борби против њих, остављајући круну свом малом сину, Аеропу I. Филипова жена је непозната.
Марко Јуније Јустин помиње да је његова смрт била преурањена, да је можда пао у борби: „У то вријеме Македонци су непрестано ратовали са Трачанима и Илирима. Очврснувши се у овим биткама, као у свакодневним војним вјежбама, Македонци су уливали страх својим комшијама славом својих војних подвига.“
| Аргеј I | Македонски краљеви 640 — 602. п. н. е. | Aeроп I |